# Лисовский, Адам Иосифович
Адам Иосифович (Язепович) Лисо́вский (бел. Адам Лісоўскі; 6 (18) января 1884, д. Коронады, Ошмянский уезд, Виленская губерния, ныне Сморгонский район Гродненской области — 9 октября 1929, Варшава) — католический священнослужитель и переводчик.

## Биография
Окончил Виленскую духовную католическую семинарию (1903), Духовную католическую академию в Петербурге со степенью магистра богословия (1906). Рукоположён в священники в 1907. Учился в Инсбруке (1908—1909), Мюнхене (1909—1910).
Служил в различных приходах Белоруссии: в Могилёве, Минске, Городище[уточнить], Игумене, Антополе. Способствовал введению белорусского языка в литургическую практику Католической церкви. К съезду белорусских священников в Минске в 1917 году подготовил реферат «Белорусское движение и его отношение к жизни Костела, а также к акции католической в Беларуси».
В 1922 году возглавил Минский деканат. Выступил против конфискации церковного имущества. 31 мая 1922 года арестован советскими властями, приговорён к смертной казни, наказание заменено на 5 лет заключения. Отбывал срок в Минске, Москве («Бутырке») и в Ярославле. 28 апреля 1924 года в результате обмена политическими заключёнными попал в Польшу.
Служил в Городище под Пинском и на Подляшье. Перевёл на белорусский язык части Нового Завета: Апокалипсис, Деяния апостолов, послания апостола Павла. Похоронен в Клещеле в Белостокской земле по своему желанию рядом со своим духовным наставником священником Адольфом Пласковицким. Адам Лисовский сыграл большую роль в судьбе священника Адама Станкевича, формировании его белорусского национального сознания.